# Ugo Bono
Ugo Bono (Brindisi, 31 gennaio 1878 – Roma, 21 agosto 1946) è stato un avvocato, dirigente d'azienda e politico italiano.

## Biografia
Consigliere comunale di Brindisi e presidente della locale Giunta provinciale amministrativa, è stato presidente dell'Ente autonomo per l'acquedotto pugliese, membro del Consiglio di amministrazione del Banco di Napoli, presidente del Consiglio di amministrazione dell'Istituto tecnico commerciale di Brindisi, consigliere dell'Ente per la colonizzazione della Libia e vicepresidente della Camera di commercio italo-orientale. 
Fu deputato del Regno d'Italia dal 1924 al 1939, allorquando fu nominato Senatore. Fu dichiarato decaduto da quest'ultima carica con sentenza del 22 marzo 1945 dell'Alta Corte di Giustizia per le Sanzioni contro il Fascismo.